# Jean-Baptiste Barlier
Pour les articles homonymes, voir Barlier.
Jean-Baptiste Barlier est un homme politique français né le 2 février 1780 à Chaudes-Aigues (Cantal) et mort le 14 mai 1865 à Sainte-Périne (Cantal).

## Biographie
Propriétaire, maire de Chaudes-Aigues, il est député du Cantal de 1824 à 1827, siégeant dans la majorité soutenant les gouvernements de la Restauration.

## Sources
- « Jean-Baptiste Barlier », dans Adolphe Robert et Gaston Cougny, Dictionnaire des parlementaires français, Edgar Bourloton, 1889-1891 [détail de l’édition]